# 長柱雙珠螺
長柱雙珠螺（学名：Mastonia restis）为左錐螺科雙珠螺屬下的一个种。